# Inteïna

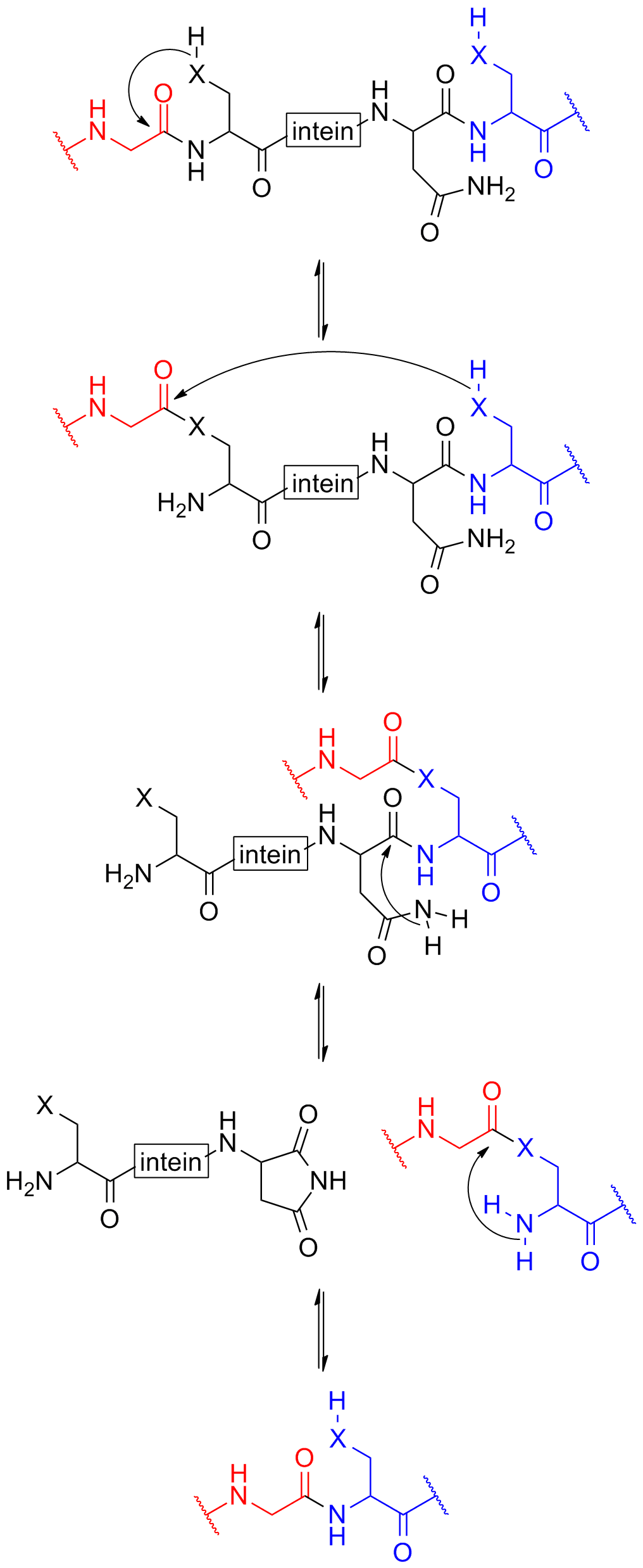
El mecanisme de la conjugació proteica relatiu a les inteïnes. En aquest esquema, la N-exteïna es mostrat en vermell, la inteïna en negre, i la C-exteïna en blau. X representa un àtom d'oxigen o de sofre.

Una inteïna és un segment d'una proteïna que és capaç de separar-se de la resta de la seqüència i unir les porcions restants (les exteïnes) amb un enllaç peptídic en un procés anomenat empalmament o conjugació proteic/a ("protein splicing" en anglès). Les Inteïnes també han estat anomenades introns proteics.
La conjugació proteica mitjançant inteïnes ocorre després que el mRNA que en conté la seqüència ha estat traduït a una proteïna. Aquesta proteïna de precursor conté tres segments: una N-exteïna, seguit per la inteïna i seguit finalment per una C-exteïna. Un cop la conjugació ha tingut lloc, la proteïna de resultant conté l'extrem N-exteïna enllaçat al C-exteïna; aquest producte resultant és, també, anomenat exteïna.

## Història
La primera inteïna va ser descoberta l'any 1988 comparant la seqüència de les ATPases vacuolars de Neurospora crassa i pastanaga (sense inteïna) i el gen homòleg dins en llevats (amb inteïna) inicialment conegut com a transportador d'ions de calci. El 1990 Hirata et al. van demostrar que la seqüència extra en el gen de llevat va ser transcrita a mRNA i es va eliminar de la proteïna després de la traducció. Des de llavors, les inteïnes s'han trobat en els tres àmbits de vida (eucariotes, bacteris, i archaea) i fins i tot en virus.